# Бухвостов, Яков Григорьевич

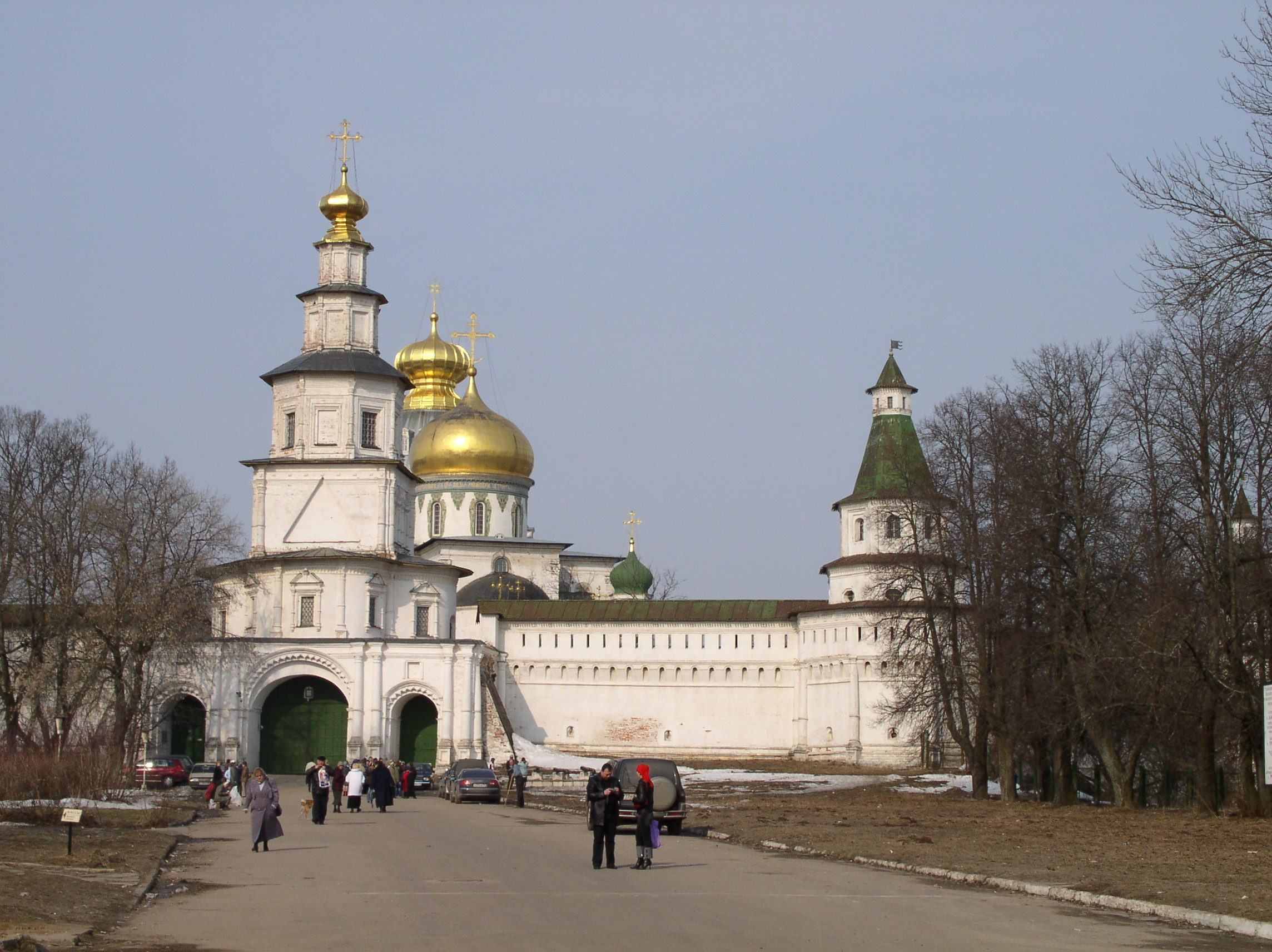
Надвратная церковь Новоиерусалимского монастыря — пример излюбленного Бухвостовым типа «восьмерик на четверике»

Яков Григорьевич Бухвостов (даты рождения и смерти неизвестны, конец XVII — начало XVIII вв.) — русский строитель, один из создателей 
храмов нарышкинского стиля, распространённого в то время в архитектуре Москвы и её окрестностей. Постройки Бухвостова выполнены из кирпича с характерным пышным белокаменным декором. Крепостной человек боярина Михаила Юрьевича Татищева.

## Биография
Яков (Янка, Якушко) Бухвостов происходит из подмосковного села Никольское-Сверчково Дмитровского уезда (ныне — в Клинском районе Московской области), где он был крепостным крестьянином у Михаила Юрьевича Татищева, у которого был на оброке и работал по подрядным договорам. Свою строительную деятельность Бухвостов начал ориентировочно в 1681 году (его имя употребляется в связи с торгами на постройку церкви Воскресения на Пресне в Москве), хотя о его деятельности вплоть до 1690 года в настоящее время отсутствуют какие-либо достоверные сведения. Впоследствии им был построены ряд церквей и монастырских зданий под Москвой и в Рязани.

## Постройки
| Годы постройки | Здание | Местонахождение                                                      |
| -------------- | --- | -------------------------------------------------------------------- |
| 1683 год       | Церковь Воскресения Христова (Воскресения Сгонного, разрушен в 1954 году)                                  | Россия, Рязанская область, г. Рязань, Площадь Свободы (до 1954 года) |
| 1686 год       | Борисоглебский собор                                                                                       | -                                                                    |
| 1690—97 гг.,   | Стены и надвратный храм (разрушен в 1941 году) Новоиерусалимского монастыря                                | Россия, Московская область, Истринский район                         |
| 1694—97 гг.    | Спасская церковь в селе Уборы (совместно с Петром Васильевичем Шереметевым (1650—1697) , Кузьмой Бакровым) | Россия, Московская область, Одинцовский район                        |
| 1693—99 гг.    | Успенский собор Рязанского кремля                                                                          | Россия, Рязанская область, город Рязань                              |
| 1698—1704 гг.  | Церковь Троицы Живоначальной в Троице-Лыкове                                                               | Россия, Москва, ул. Одинцовская, д. 24                               |

## Приписываемые постройки

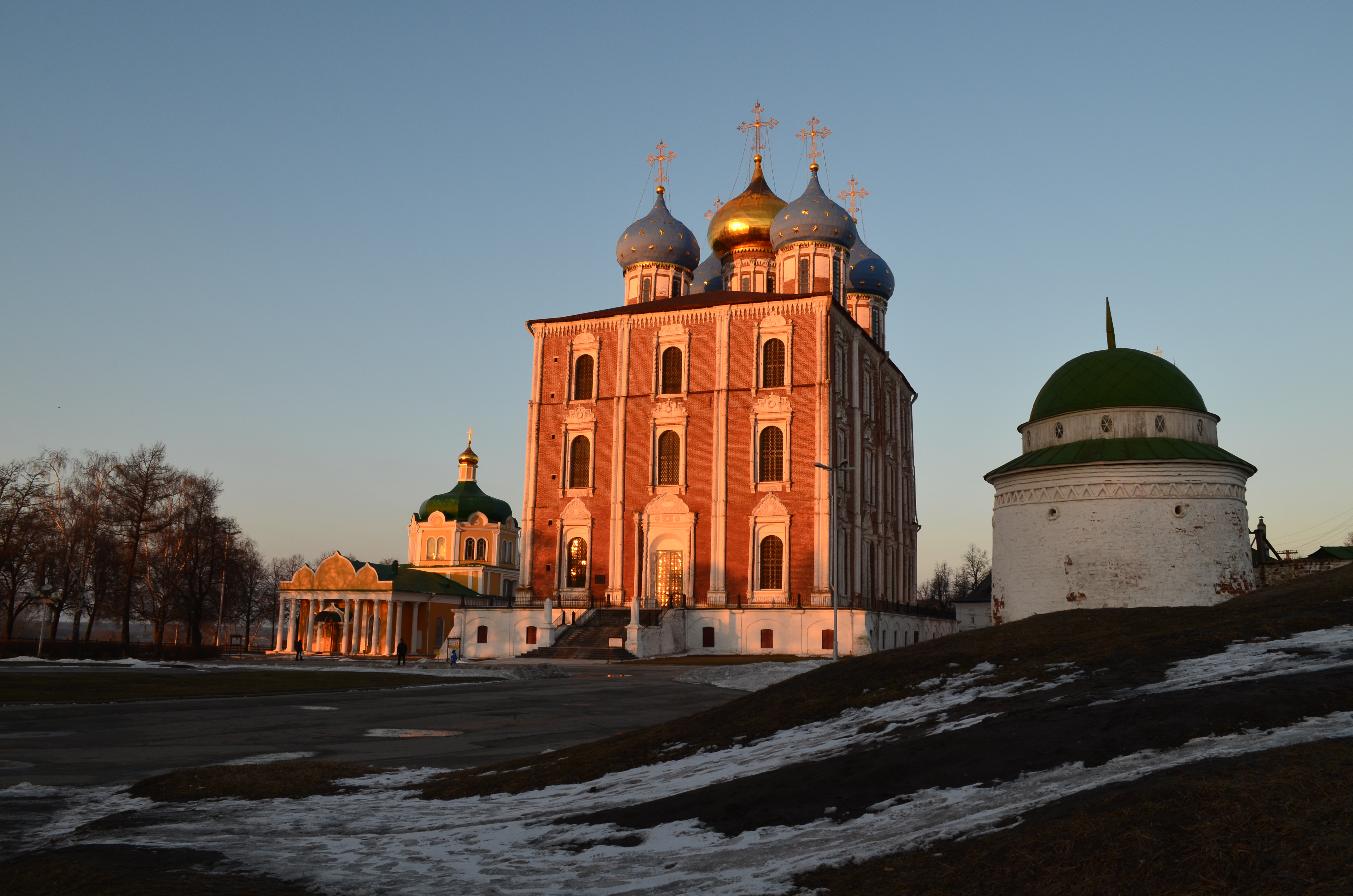
Успенский собор Рязанского кремля.

Хотя в источниках упоминается об участии Бухвостова в возведении только 6 указанных выше храмов, в советское время появились статьи, в которых Бухвостов, без каких-либо на то оснований, представлялся «воплощением народного гения», архитектором-самоучкой, выходцем из крестьянской среды, создателем и одним из основных представителей нарышкинского барокко. В рамках этой мифологемы, с его именем стали связывать множество нарышкинских храмов типа «восьмерик на четверике» и пр., среди которых:
- Церковь Бориса и Глеба в Зюзине (1688—1704)
- Церковь Покрова Пресвятой Богородицы в Филях
- Храмы Солотчинского монастыря под Рязанью
- Церковь Вознесения в подмосковном имении Сенницы, принадлежавшем сначала Гагариным, а затем Келлерам

## Память
- В Москве есть три Бухвостовы улицы. Они были переименованы из Петровских в 1922 году в память о деятелях петровской эпохи Бухвостовых: строителях Я. Г. Бухвостове и C.A. Бухвостове, а также пушкаре С. Л. Бухвостове.